# Pionier (Militär)

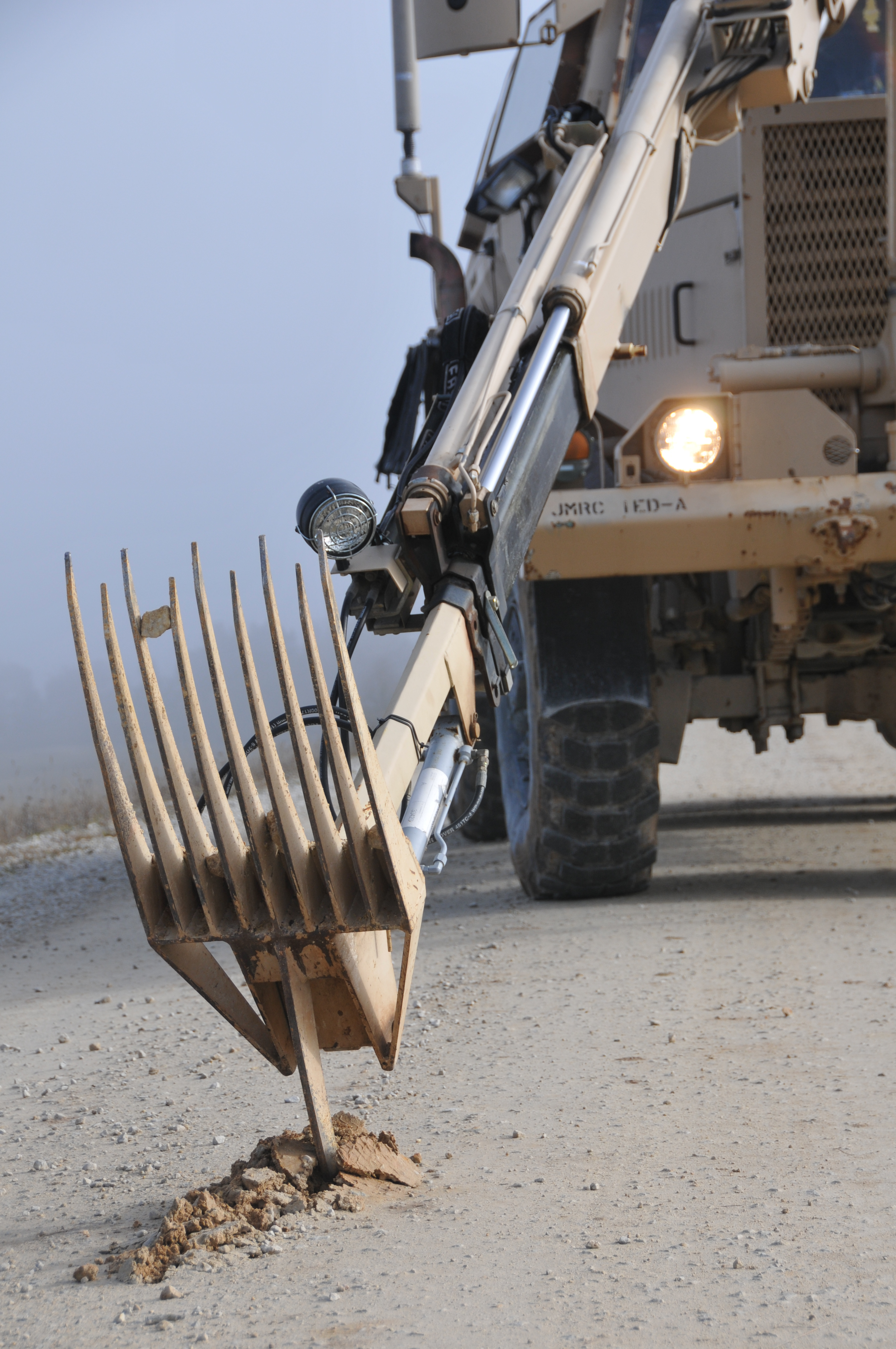
Einsatz eines Pioniergeräts

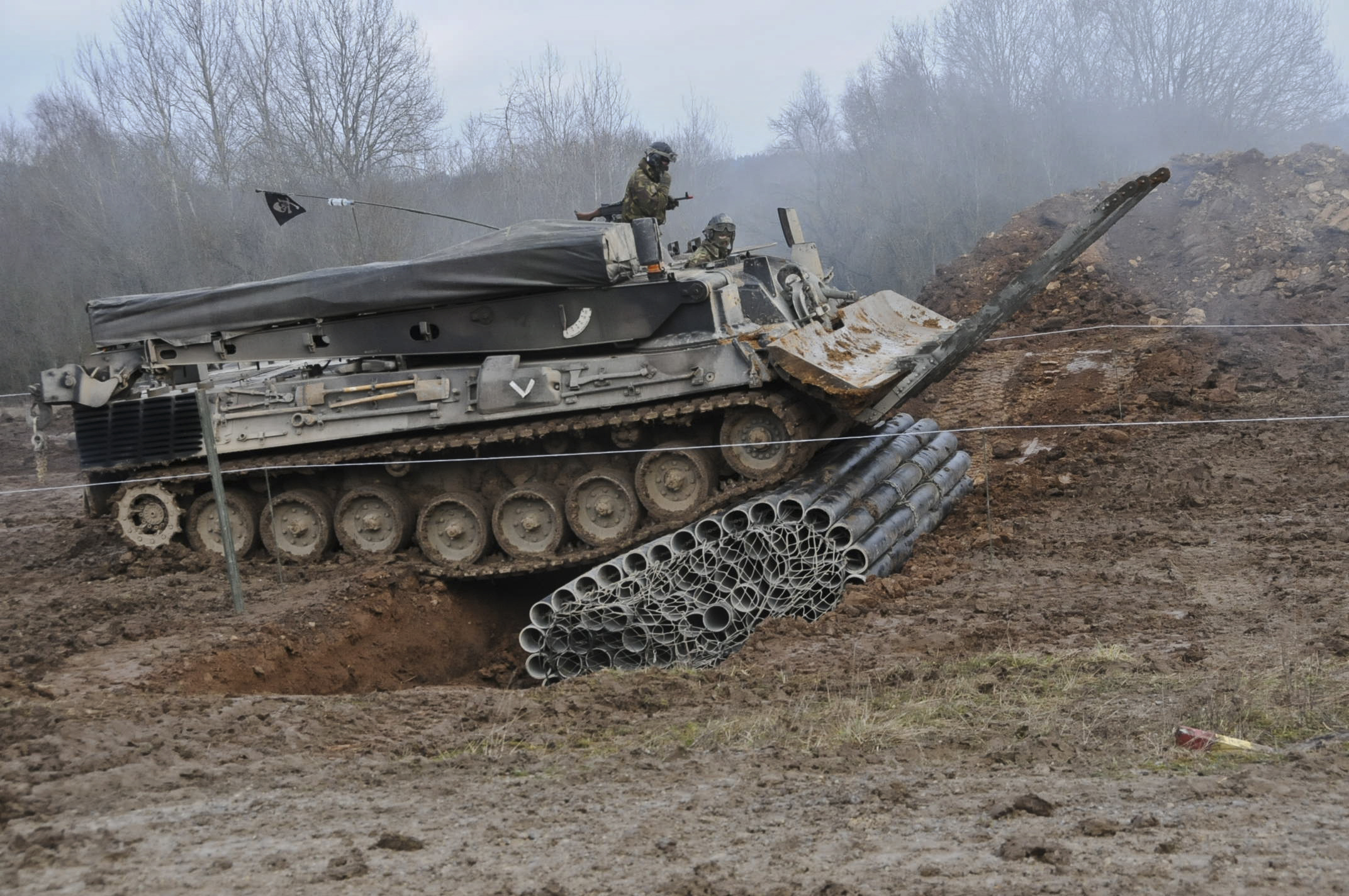
Befahren eines verfüllten Grabens

Pioniere sind eine Truppengattung des Heeres.
Auftrag der Pioniertruppe ist die Förderung der Bewegung der eigenen Truppe, Hemmung der Bewegungen des Gegners und Erhöhung der Überlebensfähigkeit der eigenen Truppe. Die Pioniertruppe ist dazu mit bautechnischen und infrastrukturellen Hilfsmitteln ausgerüstet, und für deren Bedienung und Einsatz entsprechend ausgebildet.
In manchen Heeren (wie in der Schweizer Armee) wird die Pioniertruppe nach dem dafür früher verwandten Wort als Genietruppen (von lateinischen Genius) oder auch als Ingenieurkorps bezeichnet. Im deutschen Heer bildet die Pioniertruppe eine eigene Truppengattung.

## Ursprung und Entstehung der Pioniere / Wortherkunft
Der Begriff „Pionier“ fasst drei kriegsgeschichtliche Truppengattungen zusammen – „Sappeure“ (Schützengräben als Deckung bauende Soldaten), „Mineure“ (mit Sprengstoffen und Minen) und „Pontoniere“ (als Brücken bauende Soldaten).
Bereits im römischen Heer fand eine Spezialisierung von handwerklichen Soldaten statt. Die ersten Pioniere nach heutigem Verständnis wurden um 1500 in Frankreich als Schanzbauer ausgebildet und eingesetzt. Im preußischen Heer taucht die Bezeichnung zum ersten Mal im „Regiment Pionniers“ auf. Das Regiment wurde auf königlichen Befehl am 8. Januar 1742 von General von Walrawe, dem Festungsbaumeister König Friedrichs des Großen, aufgestellt.
Die heutige Bezeichnung „Pionier“ wurde erstmals 1810 gebraucht. Auf Vorschlag von General Scharnhorst wurden die bestehenden Mineur- und Pontonier-Kompanien zum Pionierkorps vereint. Im Rahmen des rasanten technischen Fortschritts erfolgte von nun an eine stetige Modernisierung des Pioniergerätes. Gleichzeitig kam es zu einer kontinuierlichen Vergrößerung des Personalumfangs der Pioniertruppe.

## Gliederung

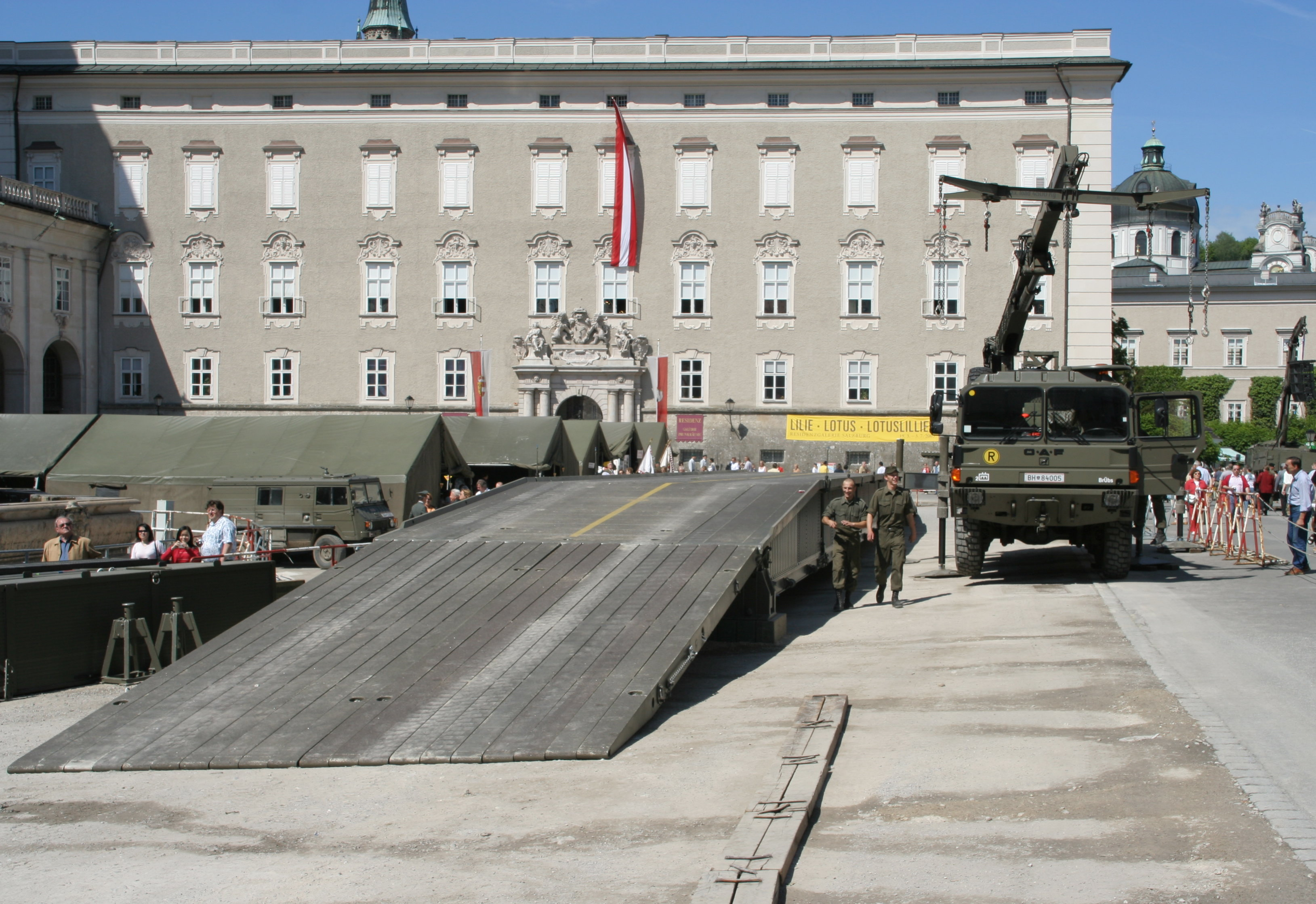
Schnellbrücke von Pionieren des österreichischen Bundesheeres

Gemäß der unterschiedlichen Fähigkeiten der Pioniertruppe werden die Pionierkräfte weiter unterteilt in (Brücken-)pioniere, amphibische (Landeübersetz-)pioniere, Sperrpioniere und Panzerpioniere sowie Infanterie-, Fallschirm- und Gebirgspioniere. Ferner gab es bis zur Zeit des Kalten Krieges Spezialverbände wie die Eisenbahnpioniere für die Wiederherstellung und Inbetriebnahme von Eisenbahnanlagen sowie im Territorialheer in Deutschland die Wallmeister zur Einrichtung und Auslösung vorbereiteter Brückensprengungen und dauerhafter Straßensperren in Westdeutschland. Diese existieren, teils unter neuer Zuordnung und Aufgabe der Selbstständigkeit, auch nach dem Ende des Kalten Krieges weiter.

## Aufgaben
Die Kampfunterstützungstruppe der Pioniere hemmt und lenkt Feindkräfte durch das Legen eigener und Räumen feindlicher Minensperren, um Bewegungen der eigenen Truppe zu fördern und die des Gegners zu behindern.
Panzerpioniere (combat engineer) unterstützen mit speziellen Panzerfahrzeugen wie Brückenlegepanzern, Pionierpanzern, Minenwurfsystemen und Minenräumpanzern die Panzertruppen besonders im Angriff, aber auch in der Verzögerung und Verteidigung, auch durch Sprengungen von Verkehrsinfrastrukturen wie Brücken und Engen durch, um den feindlichen Vormarsch zu lenken, zu kanalisieren, durch Minenkampf abzunutzen sowie den Nachschub zu behindern und Straßen als Marschwege unbrauchbar zu machen. Sie unterstützen den Ausbau von Stellungen und die Verteidigung durch das Anlegen von Drahtsperren, Richtminensperren, Wurf- und Verlegminensperren, um Räume insbesondere in Flanken zu sperren. Panzerpioniere sind voll mechanisiert und gepanzert, und daher befähigt, die Kampftruppen der Brigaden im direkten Feuerkampf pioniertechnisch zu unterstützen. Neben dem Hemmen von Feindbewegung ist der zweite Schwerpunkt der Panzerpioniere das Erhöhen der Bewegungsfreiheit der eigenen Truppe, beispielsweise mit Panzerschnellbrückengerät oder Minenräumpanzern.
Pioniere unterstützen die Kampftruppen und sind meist mit nicht gepanzerten Gruppenfahrzeugen wie z. B. MAN mil Gl 5/ 7/ (10 to) sowie ungepanzerten Erdbaufahrzeugen und Baumaschinen ausgerüstet.
Landeübersetzpioniere der NVA

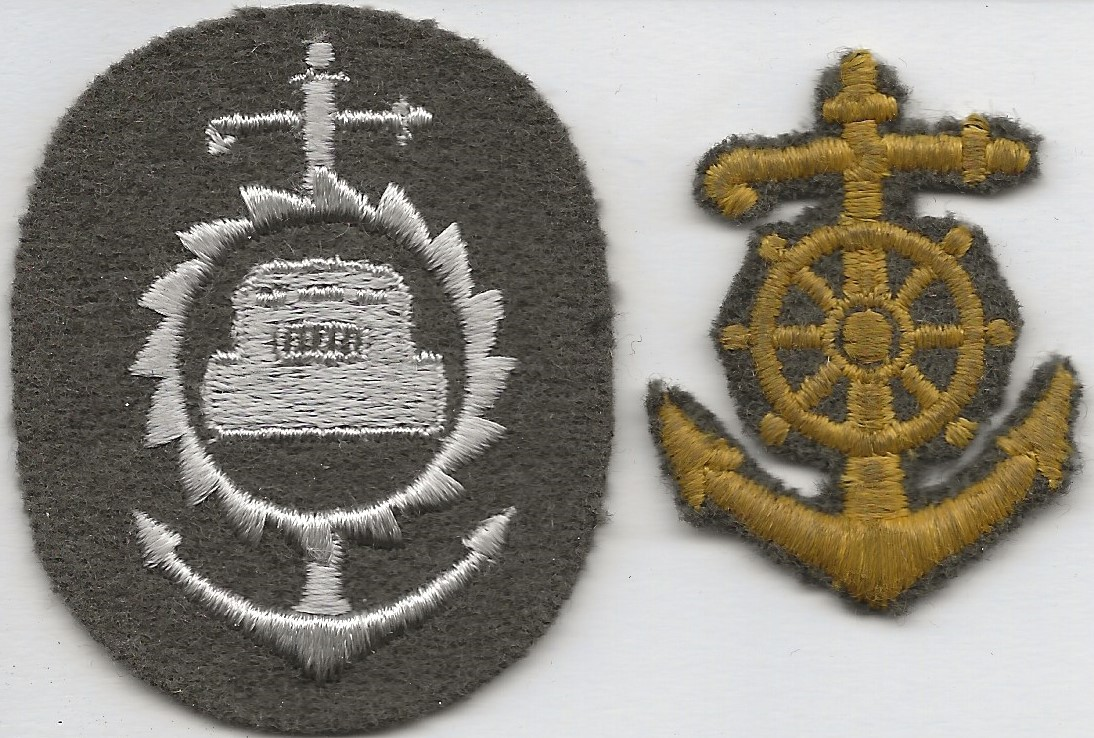
NVA-Dienstlaufbahnzeichen, LüK-Pionier, Steuermann

Die Bezeichnung in der Nationalen Volksarmee (NVA) bis 1985 war Landeübersetzpioniere, sie waren einem Pionierbataillion unterstellt. Die hauptsächliche Aufgabe war das Übersetzen von Panzerspitzen und die Schaffung von Brückenköpfen auf dem gegnerischen Ufer. Dies sollte durch das Übersetzen an Flüssen und Wasserhindernissen mit Übersetztechnik (Amphibienfahrzeuge) erreicht werden. Motorisierte schwimmfähige Kettenfahrzeuge (PTS, PTS-M, GSP u. K61) setzen Infanterie mit Technik und Panzern über, unterstützt durch Raketen, Artillerie- und Flakfeuer. Die Infanterie schafft dann am gegnerischen Ufer die Bedingungen für den Einsatz und Bau von Pontonbrücken über das Wasserhindernis für den dann folgenden Truppenübergang.
Landeübersetzkompanien (LüK), 
Aufgrund der speziellen Aufgaben war die LüK überwiegend mit Unteroffizieren aufgestellt, sie hatten eine Fahrer- und Steuermann-Ausbildung für schwimmfähige Kettenfahrzeuge. Sprengdienst, Minenverlege- und Räumkenntnisse sowie Panzernahbekämpfungen wurden ausgebildet.
Die LüK war eine Spezialtruppe der NVA (Pioniertruppe), sie sollte im Einsatzfall dem Oberbefehlshaber der Armee/Front oder dem Oberkommando unterstellt werden. Innerhalb von sieben Tagen sollte die 5. Armee in der Vorwärtsverteidigung die Deutsch-Niederländische Grenze erreicht haben; hierbei wären diverse Wasserhindernisse forciert worden. LüK setzten auch Nachhuten über, wenn die mobilen Brücken abgebaut waren. Ab November 1973 schuf man in Havelberg an der Mündung der Havel in die Elbe das Lande- und Übersetzbataillon (LÜB-5). Ein Pionierbataillion der NVA war einer Panzerdivision bzw. einem -regiment zugeordnet. Im nördlichen Militärbezirk V  1981 ging das Bataillon in das am selben Standort stationierte Ponton-Regiment 5 ein.
Nach 1985 erfolgte eine Defensivstrategie.
Brücken(bau-)pioniere bauen für die eigene Truppen Verkehrsstrukturen über Gewässer. Die „Pontonkompanien“ bauten mobile Schwimmbrücken über Flüsse. Auf Lastkraftwagen waren klappbare Schwimmpontons geladen, diese wurde im Flachwasserbereich abgekippt. Dann mittels motorisierter Bugsierboote in der Strömung gehalten und händisch durch Pontonpioniere mit anderen eingeschwommenen Pontons fest miteinander verbunden. War ein Fluss „überbrückt“ konnten Panzer und Kfz-Technik bis zu einem Gewicht von ca. 50 Tonnen die Pontonbrücke passieren. 
Außerdem sind Pioniere befähigt, allgemeine Baumaßnahmen durchzuführen sowie Wasserversorgung, Betankungseinrichtungen und Infrastruktur zu errichten und zu betreiben. Die Wasseraufbereitung hingegen war Aufgabe der ABC-Abwehrtruppe.
Eisenbahnbaupioniere werden für die Aufrechterhaltung von Eisenbahnstrecken und deren Infrastruktur gebraucht. Bei der NVA wurden sie in Doberlug-Kirchhain ausgebildet und stationiert. Viele Gleisbauer und Lokführer leisteten dort ihren Reservistendienst.

Luftwaffenpioniere sind Luftwaffenkräfte für die Startbahninstandsetzung. Flugbetriebsflächen werden nach einem Angriff instand gesetzt sowie Bauinstandsetzungsmaßnahmen durchgeführt.

## Ausrüstung
Der Auftrag der Pioniere ist es,
- eigene Bewegungen zu fördern (z. B. Überwinden von Hindernissen wie u. a. Gewässer, Beseitigung von Sperren),
- gegnerische Bewegungen zu hemmen (z. B. durch Anlegen von Sperren),
- Gelände zu verstärken (z. B. durch Ausbau von Stellungen) sowie
- die Truppe durch Wahrnehmung bautechnischer Aufgaben zu unterstützen.[21]

Daher ist die Pioniertruppe mit unterschiedlichstem Gerät und Material ausgestattet, das es auch gestattet, wenn erforderlich, den Auftrag unter Panzerschutz wahrzunehmen.
Für den Bau von Stellungen sowie das Anlegen von Sperren (z. B. Baumsperren oder Barrikaden) sowie allgemeine Bauarbeiten ist zunächst das klassische Bauhandwerkzeug wie Spaten, Spitzhacke, Schaufel, Äxte, Beile und Sägen auch unter dem Sammelbegriff Schanzzeug bekannt. Das Schanzzeug wird nicht nur durch Pioniere, sondern gerade im Pionierdienst aller Truppen eingesetzt.
Weiterhin gehören Werkzeugausstattungen und Fahrzeugrüstssätze mit Stromerzeugern, Drucklufterzeugern, Vorbauseilwinden, Bohrhämmer, Handkreissägen, Kettenmotorsägen, Schweiß- und Schneidgerät mit Autogen-Schweißausrüstungen,
Kreiselpumpen zum Pumpen von Flüssigkeiten sowie Beleuchtungssätze zur Grundausstattung für verschiedene Arbeiten der Pioniere. Diese Werkzeugsätze werden im Regelfall auf Radfahrzeugen verlastet und sind teilweise auch bei Nichtpionieren vorhanden.
Insbesondere für das Anlegen von Sperren wird dazu nötiges Sperrmaterial, wie S-Draht, S-Rollenzäune und Panzerabwehrminen als Verbrauchsmaterial mitgeführt. Auch dieses Material wird im Pionierdienst aller Truppen verwendet.
Vor allem für die bautechnische Unterstützung der Truppe werden durch die Pioniere militarisierte Baumaschinen wie z. B. Fahrzeugkräne, Planierraupen, Bagger, Radlader oder Dreiseitenkipper eingesetzt.
Zum Fördern eigener Bewegungen werden z. B. gegnerische Minensperren von Minenräumpanzer durch das Schlagen von Gassen in die Sperre, ggf. auch unter Feindfeuer, beseitigt.
Übergänge über Gräben und Bachläufe werden, ggf. auch hier unter Feindfeuer, durch Brückenlegepanzer ermöglicht. Größere Flussläufe werden durch die Unterstützung mit Pontonbrücken, Faltschwimmbrücken oder
amphibischem Brückengerät überwunden.
Für das schnelle Sperren von Geländeabschnitten werden Minenverlegeanhänger oder Minenverlegefahrzeugen wie der Minenwurfsystem Skorpion eingesetzt.
Für den Einsatz zu Arbeiten in der Kampfzone ggf. unter feindlichem Feuer finden Pionierpanzer Verwendung.

## Geschichte

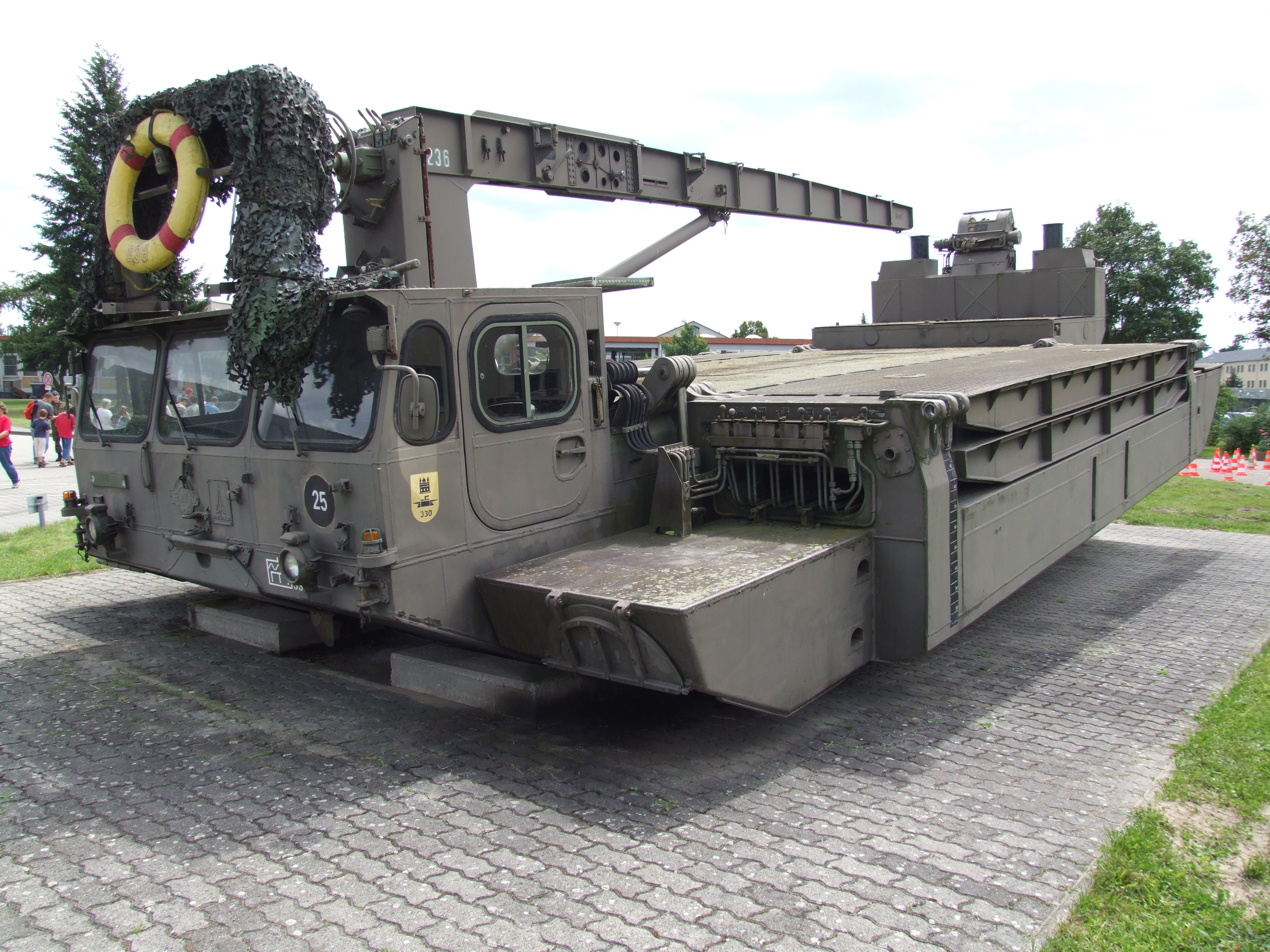
Amphibien-Pionierbrückenfahrzeug, EWK Eisenwerke Kaiserslautern

### Pioniere im frühneuzeitlichen Heer
In den Heeren des 18. Jahrhunderts dienten Mineure zum Anlegen von Minen unter Befestigungsmauern und die Sappeure dem Bau von Feldstellungen. Pontoniere dienten dem Brückenbau für die Überquerung von Gewässern. In einigen Armeen insbesondere in der Schweiz wurden diese Waffengattungen in Ingenieur- oder Genietruppen zusammengefasst, die aus Handwerkern und Schanzarbeitern ('Schanzbauern') bestanden. Das Ingenieurkorps war die Zusammenfassung der studierten Ingenieure einer Armee.
Als Infanterie- bzw. Kavalleriepioniere bezeichnete man Ende des 19. Jahrhunderts Mannschaften der Infanterie bzw. Kavallerie, die für einfache Pioniertätigkeiten bei ihrer Truppe ausgebildet und ausgestattet waren. Sie gehörten jedoch nicht zur technischen Truppe.

### Einsatz im Ersten Weltkrieg
Im Ersten Weltkrieg stieg die Bedeutung der Pioniertruppe durch den Stellungskrieg besonders an der Westfront aber auch im Gebirgskrieg stark an. Der dadurch notwendig gewordene Bau von Unterständen, Gräben, Bunkern, Sappen und befestigten und geschützten Stellungen durch ursprünglich Sappeure sowie Stollen durch Mineure erforderte spezielle Kenntnisse und Fähigkeiten, um die Infanterie oder Artillerie zu unterstützen.
Auch neue Waffen, wie Minenwerfer, Flammenwerfer, anfangs auch die zunehmend im Stellungskrieg verwendeten Handgranaten, wurden durch Pioniere eingesetzt. Dazu wurden spezielle Formationen aufgebaut, wie zum Beispiel Minenwerfer-Kompanien, Scheinwerferzüge, Pionierparks und Eisenbahnpioniere. Bei Angriffen begleiteten Pioniere die Sturmtruppen, um möglichst rasch und wirkungsvoll die Befestigungen der feindlichen Linien auszuschalten oder Übergänge über natürliche Hindernisse, beispielsweise Flussläufe herzustellen.
Pioniere dienten mit dem Aufkommen der Stoßtrupptaktik zur Aufstellung der ersten Sturmbataillone. Aus diesen gingen im Zweiten Weltkrieg die Sturmpioniere hervor.

### Einsatz im Zweiten Weltkrieg

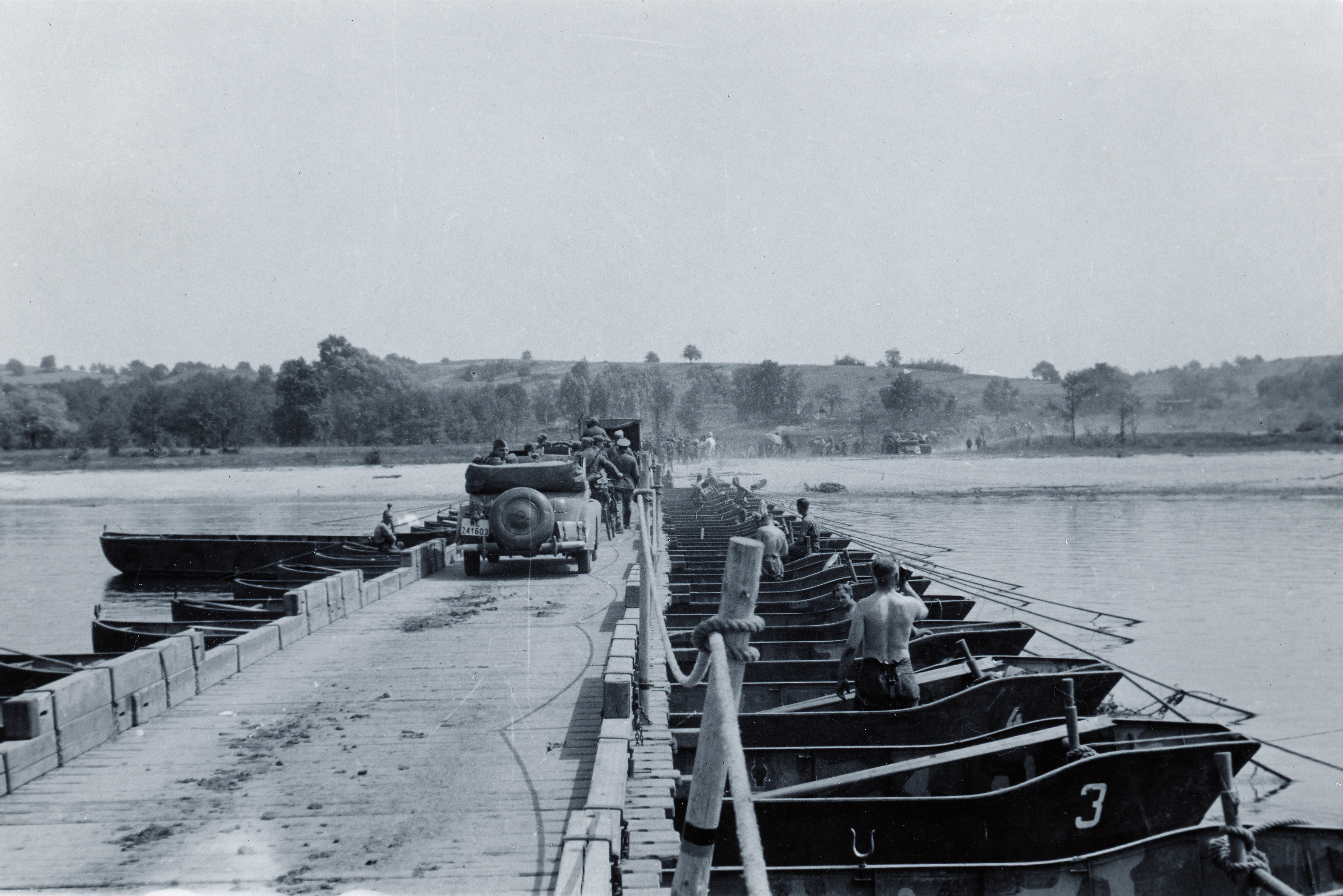
Überquerung des Flusses Bug mit durch Pioniere erbauter Pontonbrücke am 22. Juni 1941

Die Pioniertruppe galt als eine Waffengattung der fechtenden Truppe der Wehrmacht. Im Zweiten Weltkrieg nahm ihre Bedeutung innerhalb der Wehrmacht durch die Motorisierung und Blitzkriegsstrategie weiter zu.
Im Zweiten Weltkrieg wurde die Pioniertruppe insgesamt deutlich verstärkt und stellte Spezialverbände auf. Jeder Division waren grundsätzlich je ein Pionierbataillon und ein Brückenpionierbataillon unterstellt.
- Infanteriepioniere – als Teileinheiten unterstützten die Infanterie unmittelbar auf Regimentsebene beim Bau von Feldstellungen, mit Minensperren in der Verteidigung und im Angriff durch das Beseitigen von feindlichen Draht- und Minensperren,
  - Sturmpioniere – als selbständige Verbände mit einem Kampfauftrag, insbesondere gegen feindliche Befestigungen und im Orts- und Häuserkampf
  - Gebirgspioniere – als selbständige Verbände unterstützen die Gebirgsjäger beim Kampf in und um Feldstellungen im Gebirge und Hochgebirge, auch durch die Anlage von Gebirgsseilbahnen zur Versorgung und beim Bau von Feldstellungen im Gebirge,
  - Fallschirmpioniere – als selbständige Einheiten und Verbände ähnlich den Sturmpionieren gegliedert, unterstützten die Fallschirmjäger der Luftwaffe,
- Panzerpioniere – zur Unterstützung der Panzer- und Panzergrenadiertruppe,
- Brückenbaupioniere mit Brückenbaukolonnen für den Bau von Kriegs- und Pontonbrücken,
- Eisenbahnpioniere – zur Wiederherstellung und Inbetriebnahme von Eisenbahnanlagen im frontnahen Bereich,
- Festungspioniere – dienten als selbständige Verbände schon seit dem Ersten Weltkrieg zum Bau von ausgebauten (betonierten) Feldbefestigungen und Festungswerken
- Kriegsmarine verfügte über eigene Marinepioniere zur Instandsetzung von Hafenanlagen,
- Luftwaffe der fliegenden Verbände verfügt über eigene pioniertechnische Kräfte zur Instandsetzung von Startbahnen.

## Pioniere in der Bundeswehr

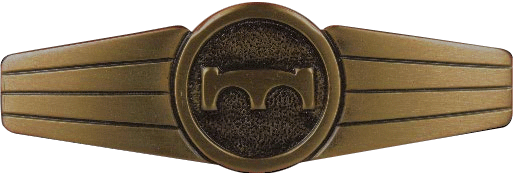
Tätigkeitsabzeichen der Pioniertruppe

Die Pioniertruppe ist eine Truppengattung im Heer und im Unterstützungsbereich der Bundeswehr. Die deutschen Pioniere zählen zu den Kampfunterstützungstruppen. → Siehe Pioniertruppe des Heeres und der Streitkräftebasis.
Die Aufgaben der Infanteriepioniere werden heute durch Panzerpioniere wahrgenommen, ferner durch die Infanterie selbst (erweiterte Ausbildung der Infanterie).
Pioniere der Luftwaffe sind mit der Instandsetzung oder dem Bau von Start- und Landebahnen beauftragt. Sie sind Teil des Objektschutzregiments der Luftwaffe.
Bei der Marine waren vormals eigene Pionierkräfte aufgestellt und zählten zur amphibischen Gruppe der Marine. Aufgabe war das Schaffen der baulichen Voraussetzung für Landungsoperationen.

## Schweiz
Aus historischen Gründen nennt die Schweizer Armee nur die Soldaten der Übermittlungstruppen Pioniere. Die Übermittlung entstand aus den Genietruppen (Bau von Telegraphenleitungen) und war diesen bis 1951 auch formell zugeteilt. Dann entstand in der Verwaltung zuerst eine eigene Abteilung und 1978 das Bundesamt für Übermittlungstruppen, das dann im Laufe weiterer Armeereformen zur heutigen Führungsunterstützungsbasis wurde. Die Bezeichnung der Soldaten als Pioniere ist jedoch geblieben.

## Pionierdienst aller Truppen – Sperren, Sprengen, Gewässer
Die Infanterie innerhalb der Bundeswehr (Jäger, Fallschirmjäger und Gebirgsjäger) sowie die Panzergrenadiere, Luftwaffen- und Marinesicherungsverbände sind im Zuge der „Pionierausbildung aller Truppen“ dazu befähigt
- Sicherungsminensperren mittels Panzerabwehrrichtmine DM12 anzulegen
- Drahtsperren mittels „Verlegedrallvorichtungen“ bzw. „S-Drahtrollen-Anhänger 3-fach“ zu verlegen
- Sprengungen mit einer Sprengkapsel bis zu 10 kg[28]
- Stellungsbau von Kampfständen, Lauf- und Verbindungsgraben, Feldstellungen für Panzerabwehr- und Fliegerabwehrstellungen mittels Erd-Arbeits-Gerät EAG[29]

Die Infanterie kann Gewässer nur mittels Sturmbooten überwinden, die nach STAN-Strukturen der Bundeswehr der Infanterie nicht mehr zur Verfügung stehen. Sie ist daher auf Pionierunterstützung angewiesen. Der „TPZ Fuchs“ ist schwimmfähig, wurde aber in den meisten Verbänden durch den nicht schwimmfähigen GTK Boxer ersetzt.
Bedingt sind alle Truppengattungen im Pionierdienst aller Truppen ausgebildet, jedoch im Gegensatz zur Infanterie auch auf Grund der schweren Ausrüstung dazu nur eingeschränkt befähigt. Insbesondere die mechanisierten Kampftruppen und die Logistiktruppen bedürfen für eigene Bewegungen der permanenten Unterstützung durch die Pioniertruppe, insbesondere bei Gewässerübergang und bei beschädigter Verkehrsinfrastruktur.

## Weitere Pioniereinheiten
- k.u.k. Pioniere, Österreich-Ungarn
- Neupreußische Pionierbataillone
- Württembergisches Pionier-Bataillon Nr. 13
- Seabees, US-Navy